# Makoto Tamada
Makoto Tamada (玉田 誠, Tamada Makoto), né le 4 novembre 1976 dans la préfecture d'Ehime, est un pilote de vitesse moto japonais.

## Biographie
Après des premières compétitions en mini moto, il remporte un championnat régional 250 cm³. Par la suite, il évolue quatre années dans la principale série nippone toujours en 250 cm³. Il finit notamment 4e en 1998 sur une moto privée. Il participe ensuite au championnat superbike du Japon où il figure dans le top 5 à chaque fin de saison durant 4 ans. En 2001, il se voit offrir une wild-card pour participer à la manche du Championnat du monde de superbike à Sugo. Une occasion qu'il retrouve en 2002. Sur ces quatre courses en tant que wild card il remporte trois victoires et finit une fois second.
Ces apparitions en mondial superbike lui permettent de trouver des sponsors pouvant financer son entrée dans le championnat MotoGP. Grâce à des accords de partenariat avec le cigarettier Camel et Pramac, il obtient un guidon dans l'écurie de Sito Pons pour la saison 2003. Dès sa première saison, il obtient un podium en terminant second du Grand Prix du Brésil et réalise deux qualifications en première ligne. Il termine ainsi sa première année à la 11e place du classement général. En 2004, alors coéquipier de Max Biaggi, il obtient ses deux premières victoires à Rio et Motegi ce qui lui permet d'obtenir la sixième place au classement du championnat à la fin de la saison. Il n'enregistre d'ailleurs aucune chute en course cette année.
En 2005, il rejoint l'écurie Konica Minolta Honda mais une blessure au poignet perturbe son début de saison. Malgré une troisième place obtenue lors de son Grand Prix national, il ne termine la saison qu'à la 11e place. La saison 2006 n'est pas plus brillante puisqu'il n'obtient comme meilleur résultat qu'une cinquième place au Portugal.
Lors de la saison 2007, il rejoint l'écurie française Yamaha Tech 3 où il fait équipe avec Sylvain Guintoli.

## Palmarès

### MotoGP
Statistiques :
- 2 victoires
- 5 podiums
- 3 pole positions
- 2 meilleurs tours en course

Saison par saison :
|                  | 2003         | 2004        | 2005                 | 2006                 |
| Catégorie        | MotoGP       | MotoGP      | MotoGP               | MotoGP               |
| Écurie           | Pramac Honda | Camel Honda | Konica Minolta Honda | Konica Minolta Honda |
| Victoire(s)      | 0            | 2           | 0                    | 0                    |
| Podium(s)        | 1            | 3           | 1                    | 0                    |
| Pole position(s) | 0            | 3           | 0                    | 0                    |